# الفراحي (بعدان)

تعديل مصدري - تعديل

الفراحي هي إحدى قرى عزلة المنار بمديرية بعدان التابعة لمحافظة إب، بلغ تعداد سكانها 796 نسمة حسب تعداد اليمن لعام 2004.